# Gianluca Tusco
Gian Luca Tusco, pseudonimo di Gian Luca Pezzo Di Pane (Pesaro, 18 marzo 1962), è un doppiatore italiano.

## Biografia
Figlio dell'attore e doppiatore Marcello Tusco, Gianluca Tusco intraprende la carriera di attore teatrale nel 1972, esibendosi in numerosi spettacoli, alcuni dei quali anche a fianco del padre. A partire dal 1976 inizia a dedicarsi in maniera continuativa al doppiaggio, effettuato in particolare presso la Cine Video Doppiatori, della quale poi diverrà socio.
Tra gli attori doppiati in campo cinematografico sono presenti John Cusack, Forest Whitaker, Rory Cochrane, Steve Coogan, Josh Lucas e James Spader, ma anche  Christopher Atkins in Laguna blu, Matt Damon in Scuola d'onore, Brad Dourif ne Il signore degli Anelli, Liam Neeson in Mariti e mogli e John Stockwell in Christine - La macchina infernale; in campo televisivo è ricordato per il doppiaggio di Richard Harrison in Affari di famiglia e di Adam Savage in MythBusters - Miti da sfatare, oltre che per essere dal 2001 il narratore italiano della serie-documentario Come è fatto. Nel campo dell'animazione ha dato la voce a Pat Clifton e Sam, rispettivamente protagonisti dei cartoni animati Il postino Pat e Sam il pompiere.

## Vita privata
Nato a Pesaro, risiede tuttavia a Roma fin dall'età di tre anni in seguito al trasferimento della famiglia; è sposato e ha un figlio.

## Doppiaggio

### Cinema
- John Cusack in Su e giù per i Caraibi, Ombre e nebbia, Essere John Malkovich, L'ultimo contratto
- Forest Whitaker in Phenomenon, Il quarto angelo e Repo Men
- Jake Busey in Cross e The Predator
- Bill Camp in Coach e Red Sparrow
- Rory Cochrane in Right at Your Door e Cocaine - La vera storia di White Boy Rick
- Common in Wanted - Scegli il tuo destino e Selma - La strada per la libertà
- Steve Coogan in Hot Fuzz e Midhorn
- Brad Dourif ne Il Signore degli Anelli - Le due torri e Il Signore degli Anelli - Il ritorno del re
- Will Ferrell in Austin Powers - Il controspione e Old School
- Elias Koteas in Un angelo da quattro soldi e S1m0ne
- Eriq La Salle in MegaFault - La terra trema e Logan: The Wolverine
- Faizon Love in Baciati dalla sfortuna e L'isola delle coppie
- Josh Lucas ne I segreti del lago e Atto di fede
- Michael Rapaport in Criminali da strapazzo e Magic Numbers - Numeri magici
- Julian Rhind-Tutt in Notting Hill e Lara Croft: Tomb Raider
- Michael Sheen in Wilde e Le crociate - Kingdom of Heaven
- James Spader in Supernova e Incubo d'amore
- Anthony Anderson in Agente Cody Banks 2 - Destinazione Londra
- Lior Ashkenazi in Big Bad Wolves - I lupi cattivi
- Christopher Atkins in Laguna blu
- Steven Bauer in Schegge di paura
- Mike Binder in Minority Report
- David Boreanaz in Officer Down - Un passato sepolto
- Ben Chaplin in Birthday Girl
- LL Cool J ne L'ultima vacanza
- Bradley Cooper in 2 single a nozze - Wedding Crashers
- Matt Damon in Scuola d'onore
- Matthew Davis in Tigerland
- Garret Dillahunt ne L'assassinio di Jesse James per mano del codardo Robert Ford
- Christopher Eccleston in The Others
- Joel Edgerton in Smokin' Aces
- Nelsan Ellis ne Il solista
- Jon Favreau in I Love You, Man
- Glenn Fleshier in Joker
- Jim Gaffigan in Amore a mille... miglia
- Johnny Galecki in Bounce
- Peter Gallagher in Difesa ad oltranza - Last Dance
- James Gandolfini in Basta guardare il cielo
- Richard Grieco in Un agente segreto al liceo
- Tony Hale in Perché te lo dice mamma
- Woody Harrelson in Doc Hollywood - Dottore in carriera
- Wood Harris in Paid in Full
- John Hawkes in Tre manifesti a Ebbing, Missouri
- Philip Seymour Hoffman in Amarsi
- Rhys Ifans in Harry Potter e i doni della morte - Parte 1
- Irrfan Khan in A Mighty Heart - Un cuore grande
- Robert Knepper in Tutti dicono I Love You
- Dolph Lundgren in Shooter - Attentato a Praga
- John Lynch in Sliding Doors
- Tzi Ma in The Quiet American
- Anthony Mackie in The Hurt Locker
- Eddie Marsan in London Boulevard
- Julio Oscar Mechoso in C'era una volta in Messico
- Dermot Mulroney in Goodbye Lover
- Liam Neeson in Mariti e mogli
- Tamar Novas in Mare dentro
- Jason Oliver in Stand by Me - Ricordo di un'estate
- Clive Owen in Blood Ties - La legge del sangue
- Josh Pais in Vizio di famiglia
- Mikael Persbrandt in Eurovision Song Contest - La storia dei Fire Saga
- Bronson Pinchot ne Il club delle prime mogli
- Oliver Platt in Don't Say a Word
- Jason Priestley in The Eye - Lo sguardo
- Goran Radakovic in Jagoda - Fragole al supermarket
- Seth Rogen in Tu, io e Dupree
- Andy Serkis in Shiner
- Dax Shepard in Baby Mama
- Jonathan Silverman ne La strana coppia II
- Raphael Sowole ne Il ribelle - Starred Up
- John Stockwell in Christine - La macchina infernale
- Eric Stonestreet in The Loft
- Shaun Toub in Nativity
- Stanley Tucci in Harry a pezzi
- John C. Reilly in Buon compleanno Mr. Grape
- Tristan Ulloa in Terminator - Destino oscuro
- Yorick van Wageningen in The Chronicles of Riddick
- Steven Waddington ne Il mistero di Sleepy Hollow
- Eamonn Walker in Unbreakable - Il predestinato
- Matt Walsh in Brigsby Bear
- George Wendt ne L'uomo di casa
- Robert Widsom in Face/Off - Due facce di un assassino
- Harland Williams in Superstar
- Michael Winslow in Scuola di polizia - Missione a Mosca
- Jeffrey Wright in Lady in the Water
- Xu Zhanqing in Non uno di meno
- Yu Bo in 7 guerrieri
- Damian Young in Stanno tutti bene - Everybody's Fine
- Tony Goldwyn in Reckless
- Kim Coates in Battaglia per la Terra
- Philip Glenister in Calendar Girls
- Eric Lutes in The Collective
- James Callis in Bridget Jones - Un amore di ragazzo

### Serie televisive
- Steven Culp in Desperate Housewives, Grey's Anatomy, Perception e The Orville
- Jeff Perry in Colombo e Nash Bridges
- Todd Stashwick in CSI - Scena del crimine e L'esercito delle 12 scimmie
- Adam Baldwin in Firefly
- Rory Cochrane in CSI: Miami
- Dennis Dugan in Moonlighting
- Richard Harrison in Affari di famiglia
- Mark Heap in Spaced
- Brian Gleeson in Peaky Blinders
- Maurice Godin in Vita con Roger
- Joel Gretsch in V
- Jacky Ido in Taxi Brooklyn
- Kenny Johnson in Secrets and Lies
- Yaşar Uzel in La forza di una donna
- Hovik Keuchkerian ne La casa di carta
- Gabriel Macht in The Others
- John Marshall Jones in John Doe
- Darius McCrary in Pazzi d'amore
- Will Yun Lee in Witchblade
- Jeremy Piven in Ellen
- Adam Savage in MythBusters - Miti da sfatare
- Reed Diamond in Designated Survivor
- Jere Shea in City on a Hill
- Michael Vartan in Hawthorne - Angeli in corsia
- Mykelti Williamson in Boomtown
- Voce narrante in Come è fatto
- David Ganly in Moon Knight
- Edson Celulari in Adamo contro Eva
- Marcelo De Bellis in Incorreggibili
- Domenick Lombardozzi in Tulsa King
- Vinnie Jones in The Gentlemen
- Nitin Ganatra in Mercoledì

### Film d'animazione
- Fujitaka Kinomoto in Card Captor Sakura - The Movie
- Hans in Lupin III - The First
- Nigel in Garfield 2
- Pip in Barnyard - Il cortile
- Python in A spasso col panda
- Scrap in L'isola dei cani
- Dahlia in The Seven Deadly Sins: Cursed by Light
- Dinamite Joe in Lupin III - Prigioniero del passato
- Jagger in Ken il guerriero (ridoppiaggio)

### Serie animate
- Amaso in Shin Jeeg Robot d'acciaio
- Boss in Mazinga Z
- Freddy in Orsi sotto il tetto
- Kuki Masayoshi in RahXephon
- Pat Clifton ne Il postino Pat
- Sam in Sam il pompiere
- Riki in KamiKatsu: Working for God in a Godless World
- Hajun in Record of Ragnarok
- Ras in LEGO Ninjago: La rivolta dei draghi
- Pergamino in Mobile Suit Gundam GQuuuuuuX

### Videogiochi
- Alexander the Great in Deadliest Warrior: Legends
- Birgir in God of War Ragnarök[3]